# Conergy

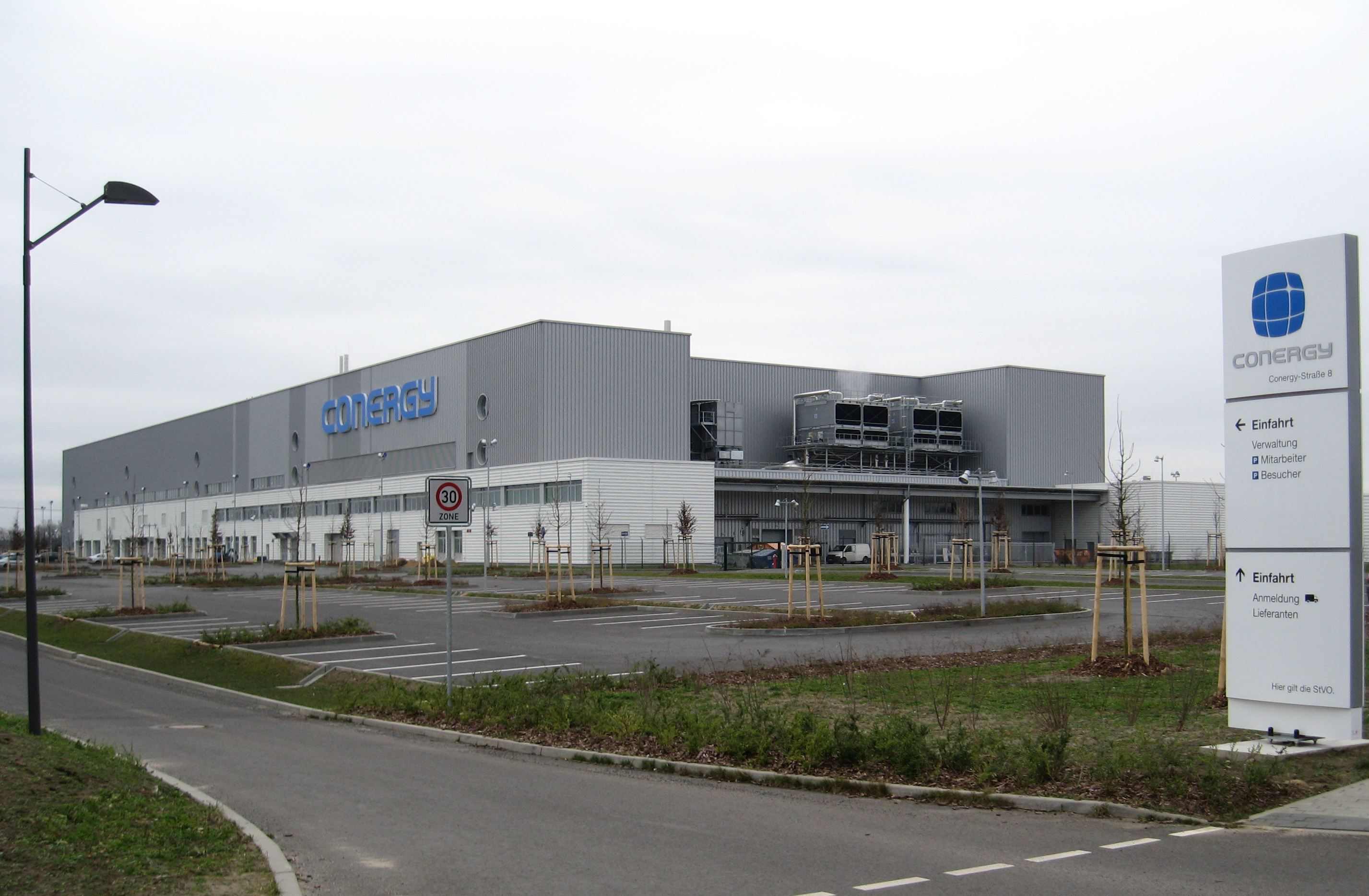
Une usine de la société allemande

Conergy est une entreprise allemande évoluant dans le secteur de l'énergie renouvelable notamment l'énergie solaire photovoltaïque. Elle faisait partie de l'indice TecDAX.

## Historique
La société est fondée en 1998 par son premier PDG Hans-Martin Rüter. En 2010, elle emploie plus de 1500 personnes et un chiffre d'affaires de 913 millions d'euros, qui était de 713 millions d'euros pour 2007. 
Son PDG actuel est Norbert Schmelzle. Elle possède une filiale Conergy Americas.
Leur réseau de distribution pour les produits solaires couvre plus de 67 distributeurs et grossistes, à travers plus de 18 différents pays. En 2018, elle est rachetée par Green Investment Group, appartenant au groupe Macquarie.